# Sacrosanctum Concilium
Sacrosanctum Concilium est l'une des quatre constitutions conciliaires promulguées par le concile Vatican II. Se donnant pour but la « restauration et [le] progrès de la liturgie » (SC 1) de l'Église catholique, elle se place dans la continuité de l'encyclique Mediator Dei et du mouvement liturgique. Elle est solennellement promulguée par le pape Paul VI le 4 décembre 1963, après avoir été adoptée par un vote de 2147 voix contre 4.
Le texte a pour objet d'indiquer des orientations générales, notamment en vue d'une révision générale des livres liturgiques. Il se livre à une réflexion théologique sur la nature de la liturgie. Les pères conciliaires estiment que toute la vie chrétienne doit être imprégnée par la liturgie pour y trouver les sources de la foi, de la spiritualité et de la vie de l’homme. Mais le texte revêt aussi un aspect disciplinaire, proposant des orientations concrètes qui prennent corps rapidement.

## L'esprit de la liturgie

### L'objectif de la liturgie
En introduction, la constitution souligne l'importance de la liturgie dans la vie de l'Église. Par elle s'opère l'œuvre du salut, la présence du Christ, l'avant-goût du ciel, la grâce de l'eucharistie, la vie spirituelle personnelle, la coopération entre fidèles, les pieux exercices et une partie  significative de l'action de l'Église. La liturgie est une action qui est imprégnée dans sa totalité de la réalité de Dieu parmi les hommes (SC 5–7). Employant une formule qui sera abondamment reprise, les Pères conciliaires décrivent la liturgie comme à la fois « sommet et source de la vie de l’Église », donc de toute la vie chrétienne (SC 10).

### Un programme de restauration
Se plaçant résolument dans la Tradition de l'Église, la Constitution entend maintenir la grande variété des rites légitimement reconnus et se propose de les réviser « entièrement avec prudence » pour leur « rendre une nouvelle vigueur » (SC 4).
Le programme de réforme de la liturgie se place dans la continuité de l'œuvre du mouvement liturgique. Dans son ouvrage L'esprit de la liturgie, Joseph Ratzinger souligne cette continuité, en dressant ce tableau de la liturgie au début du XXe siècle : « La liturgie, à ce moment-là, donnait l'apparence d'une fresque parfaitement préservée, mais presque entièrement recouverte de couches successives. Dans le missel que le prêtre utilisait pour célébrer la messe, la liturgie apparaissait telle qu'elle s'était développée depuis les origines, alors que, pour les croyants, elle était en grande partie dissimulée sous une foule de rubriques et de prières privées. ».
L'ambition de Sacrosanctum Concilium est de diriger ce travail de restauration générale, permettant de débarrasser la liturgie des éléments qui sont devenus inadaptés tout en respectant la part qui est d'institution divine, donc immuable. Ainsi le lien entre les rites liturgiques et les « réalités saintes » qu’ils signifient doit apparaître avec plus de clarté (SC 21).

## Les réformes proposées

### La participation des fidèles
Contrairement aux idées communément reçues, favoriser la participation des fidèles à la liturgie n'est pas une idée apparue lors du concile, mais a été mise en avant dès 1903 par Pie X dans son motu proprio Tra le sollecitudini. Elle a également été une des idées clef défendues par dom Lambert Beauduin, qui critique l'étouffement de la participation au déroulement de l'action liturgique par la multiplication des dévotions privées des fidèles au cours même de la messe.
Selon Sacrosanctum Concilium, la liturgie suppose et demande par sa nature la participation de toute la communauté des chrétiens, de chacun et de chacune des chrétiens. Toute la communauté s’offre elle-même, surtout dans l’eucharistie, mais aussi dans les autres sortes de célébrations. La participation à la liturgie trouve son fondement dans le baptême. La notion de « participation pleine, consciente, active » de tous les fidèles à la liturgie est un des principes centraux de la réforme liturgique. De fait le mot « participation » apparaît 16 fois dans la Constitution, accompagnée d'autres adjectifs qui en précisent la forme : consciente, pieuse, facile, intérieure et extérieure, proportionnée à l'âge et la condition.
La liturgie est célébrée avec une différenciation des rôles liturgiques au sein de l’assemblée, ce qui est basé sur une nouvelle ecclésiologie liturgique. Tous les fidèles, qu’ils soient ordonnés ou laïcs, doivent exercer leurs ministères liturgiques selon leur vocation. De cette façon, la liturgie est la manifestation primordiale de l’Église (cf. art. 26–30).

### La place donnée à la Parole
La proclamation de la parole de Dieu dans la liturgie reçoit une grande importance (cf. art. 35, 51 et d’autres). La parole de Dieu est une des bases essentielles de toute la liturgie et par cela aussi de toute la vie chrétienne. En conséquence, dans chaque célébration liturgique, au moins une lecture biblique doit être proclamée.
Il est prévu de laisser aux langues vernaculaires une certaine place dans la liturgie, mais de manière très prudente. Ainsi l'article 36 dispose « l'usage de la langue latine, sauf droit particulier, sera conservé dans les rites latins. » et ajoute « Toutefois, soit dans la Messe, soit dans l'administration des sacrements, soit dans les autres parties de la liturgie, l'emploi de la langue du pays peut être souvent très utile pour le peuple : on pourra donc lui accorder une plus large place, surtout dans les lectures et les monitions, dans un certain nombre de prières et de chants ». La réforme qui suivra le Concile ira beaucoup plus loin puisqu'elle permettra de renoncer entièrement au latin.
La célébration de toute la communauté qu'est la Liturgie des Heures (office, office divin) est bien plus encouragée qu'auparavant. Des laïcs priaient leur bréviaire comme les clercs au nom de l’Église (cf. art. 100) mais la simplification opérée dans La Liturgie des Heures est réalisée afin d'être accessible par un bien plus grand nombre. Les laudes et les vêpres conservent leur valeur antique. L'heure de prime est supprimée, mais la lecture des psaumes et la littérature patristique sont encouragées. La qualité des hagiographies devra aussi être améliorée. Les hymnes sont simplifiés et renvoyés à leur forme plus ancienne.

### Les sacrements
Les livres liturgiques qui sont une des bases fondamentales pour toutes sortes de célébrations liturgiques ont été renouvelés (cf. art. 25 et d’autres).
Une large partie du document est accordé à la célébration de l'eucharistie (messe). Pour que les fidèles puissent participer plus pleinement, les évêques demandent une révision du missel (livre pour célébrer la messe). Une plus large et abondante lecture biblique est encouragée, l'homélie est obligatoire (considérée désormais comme une vraie partie de la liturgie, à la différence du sermon d'antan), la prière universelle est restaurée, les langues vernaculaires sont acceptées sachant que la langue latine aurait dû être conservée à titre principal (art 36 de SC), la communion sous les deux espèces est laissée aux occasions particulières et au jugement des évêques, la faculté de concélébration est étendue (sans qu'il soit envisagée qu'elle soit obligatoire).
Dans le chapitre 3 de la constitution, il est également prévu de réviser les autres sacrements et sacramentaux. Sans prévoir de changement en ce qui concerne la théologie des sacrements elle-même, le texte demande d'amender un certain nombre de pratiques liturgiques qui lui semblent ne pas exprimer de façon suffisamment satisfaisante le sens de cette théologie. Les Pères conciliaires espèrent ainsi rendre plus compréhensible pour les fidèles ces manifestations efficaces de l'amour divin.

### La simplicité du rite et de ses ornements
Toujours pour favoriser la participation des fidèles, la constitution prévoit de revenir à la « noble simplicité » qui était celle du rite romain dans des temps plus anciens. Cela passe par la simplification de prières, la réduction d'un certain nombre de doublons, pour mieux faire apparaître la structure du rite et la connexion entre ses différents éléments.
La musique sacrée garde un rôle intégral dans la célébration liturgique. Le concile cite Pie X, auteur du motu proprio Tra le sollecitudini, qui fixait les règles liturgiques de la musique. Le chant grégorien occupe une première place et le chant religieux populaire conserve une place importante. L'orgue a une position prééminente  dans la liturgie. Les musiciens sont aussi invités à composer de nouveaux hymnes et chants.
L'Église proclame son estime pour l'art sacré et son attachement historique à la beauté du matériel de culte (SC, § 124). Les Pères décrètent toutefois que les artistes auront la liberté de style pour l'édification de leurs œuvres d'art. Les évêques ont cependant le devoir de veiller pour que les lieux de culte soient remplis de noblesse et de sainteté, et non pas tant de somptuosité (SC 124). Aussi, les images sacrées demeurent dans les églises, des commissions d'art sacré sont établies et le clergé doit s'occuper des artistes. La constitution invite au dépouillement des églises, rendant un certain nombre d'œuvres d'art liturgique et de trésors inutiles.

### Autres points saillants
- La révision de la liturgie dominicale, ainsi que celle de l'année liturgique visent à donner une place privilégiée au « mystère pascal » parfois obscurci par l'accumulation des fêtes de saints ou martyrs[A 3]. Dans la structure temporelle, le dimanche est de nouveau devenu le jour primordial des chrétiens (SC 106).
- La liturgie doit mieux être inculturée dans les peuples surtout du tiers monde. Le Concile parle d’« adaptation » de la liturgie, un terme qui est remplacé actuellement par le mot « inculturation » (SC 37–40).
- Les commissions liturgiques sont établies au niveau national et diocésain.

## Sacrosanctum Conciliumet la réforme de la liturgie

### Généralités
Lors de la publication de Sacrosanctum Concilium, les commentateurs ont été nombreux à pointer à quel point l'encyclique s'appuyait sur la théologie développée dans l'encyclique Mediator Dei du pape Pie XII, lui empruntant même de nombreuses formulations. Plus largement, les thèmes-clefs, qui sont devenus depuis naturellement associés à Sacrosanctum Concilium, comme la participatio actuosa des fidèles, ou la liturgie vue comme source et sommet de la vie de l'Église, avaient en fait déjà été mis en avant dans les pontificats précédents. De ce point de vue, Sacrosanctum Concilium apparaît comme le texte le plus abouti parachevant un siècle de réflexions convergentes.
En parallèle avec la promulgation de Sacrosanctum Concilium, une révision effective de la liturgie romaine est entreprise par le Consilium ad exsequendam Constitutionem de Sacra Liturgia. Elle prend la suite d'une première réforme (concernant surtout la Semaine sainte) initiée par la commission de la réforme liturgique sous Pie XII, et vient l'élargir et l'accélérer. Le 3 avril 1969 Paul VI promulgue le nouveau Missel romain (Missale Romanum ex decreto Sacrosancti Œcumenici Concilii Vaticani II instauratum auctoritate Pauli pp. VI promulgatum). L'entrée en vigueur est programmée pour le début de l'année liturgique 1969-70.
La plupart des rituels ont été publiés à la fin des années 1960 et début des années 1970.
Un grand renouveau liturgique (messe et autres sacrements) s'est ensuivi tout autour de la planète, sources d'initiatives multiples et parfois contestées. Ces changements constituent certainement l'apport le plus emblématique du concile Vatican II. En 1985, le pape Jean-Paul II a commenté ce « premier fruit du Concile » en mettant en valeur les difficultés rencontrées, les résultats positifs et des applications erronées.

### Les premières critiques: la question du latin et de la musique sacrée
La place à réserver à la langue latine apparut comme un point de discorde dès les discussions de la constitution Sacrosanctum Concilium. Les Pères conciliaires aboutirent cependant à un accord quasi unanime pour donner aux langues vernaculaires une place dans la liturgie, mais de manière restreinte. En dépit de ces réserves, la réforme de 1969 entraînera une utilisation quasi exclusive de la langue vernaculaire, et bien souvent la recommandation prévue par Sacrosanctum Concilium restera lettre morte : « On veillera à ce que les fidèles puissent dire ou chanter ensemble en langue latine les parties de l'Ordinaire qui leur reviennent » (SC54).
Parmi les premiers critiques de Sacrosanctum Concilium se trouvent les musiciens, à la fois parce que leur répertoire traditionnel est de langue latine et aussi parce que la « participation active et consciente » réclamée par le concile diminue grandement le rôle de l'orgue et de la Schola cantorum (chœur papal) . Cette position critique s'aggravera encore lorsqu'ils constateront que les dispositions de la Constitution ne sont pas respectées. Celle-ci prévoyait en effet que « L’Église reconnaît dans le chant grégorien le chant propre de la liturgie romaine ; c’est donc lui qui, dans les actions liturgiques, toutes choses égales d’ailleurs, doit occuper la première place... », SC 116.
Les réformes liturgiques ont donné lieu à des tâtonnements dans ce domaine. En réaction, des associations de sauvegarde et de promotion du chant grégorien ont été mises sur pied. Ces groupes demandent en général l'application restrictive des décisions du concile.

#### Éditions commentées
- La liturgie après Vatican II, Paris, Ed. du Cerf, coll. « Unam Sanctam » (no 66), 1967.
- 2e Concile du Vatican. La Constitution sur la liturgie. Texte officiel, traduction française, notes et index, dans : La Maison-Dieu 76 (1963). Commentaire complet, dans : La Maison-Dieu 77 (1964).
- La Constitution liturgique: de sa préparation à sa mise en application. Texte officiel, trad. française et notes, dans : La Maison-Dieu 155-156 (1983).
- Centre national de pastorale liturgique, Renouveau liturgique. Documents fondateurs, Paris, Ed. du Cerf, coll. « Liturgie » (no 14), 2004.

#### Présentation et analyse de la réforme liturgique
- Annibale Bugnini, La riforma liturgica. Roma 1983, 21997 (Bibliotheca Ephemerides Liturgicae. Subsidia 30).
- Armando Cuva, La participation des fidèles à la liturgie selon la constitution Sacrosanctum concilium, in : La Maison-Dieu n° 241 (2005) 137-149.
- Arnaud Join-Lambert, Richesses de Vatican II à (re)découvrir, in : Questions liturgiques 91 (2010) 42-63.
- Martin Klöckener & Benedikt Kranemann, Gottesdienst in Zeitgenossenschaft. Positionsbestimmungen 40 Jahre nach der Liturgiekonstitution des Zweiten Vatikanischen Konzils. Fribourg, Academic Press 2006.
- Aimé-Georges Martimort, La constitution sur la liturgie de Vatican II, in : Bulletin de littérature ecclésiastique 100 (1999) 353-368.
- Adrien Nocent, Le renouveau liturgique. Une relecture. Paris 1993 (collection Point Théologique 58).
- Gérald de Servigny, La théologie de l'Eucharistie dans le concile Vatican II Paris 2000 (Téqui).
- Geneviève Esquier, La liturgie selon Vatican II Paris 2003 (Téqui).